# Trash Talk
Trash Talk — американская хардкор-панк-группа из Сакраменто, штат Калифорния, образованная в 2005 году. Музыка группы сочетает в себе агрессивный хардкор-панк, трэшкор и пауэрвайоленс. Коллектив гастролировал по всему миру, включая Европу и Японию, выступали на многих фестивалях с поддержкой своих релизов и добились признания многих авторитетных издания, включая Rolling Stone.

## История
Группа сформировалась в 2005 году и её первым релизом стал демоальбом, выпущенный на 7-дюймовой виниловой пластинке лейблом Sell Our Souls Records. Позже, группа выпустила сплит с Bay Area и Steel Trap в 2005 и в 2006 годах соответственно. В 2006 году они подписали контракт с Rumble Records на запись дебютного студийного альбома, Walking Disease, а затем перешли на Malfunction Records (импринт Deathwish Inc.), где в 2007 году выпустили мини-альбом Plagues, который позже был переиздан вместе с Walking Disease. После продолжительных гастролей по всему миру, они покинули Deathwish Inc. и организовали свой собственный лейбл — Trash Talk Collective, на котором и выпустили впоследствии все свои релизы.
В 2008 году, группа отправилась в Чикаго вместе со Стивом Альбини для работы над вторым полноформатным альбомом. В 2009 году вышел сингл «East of Eden», где вокал исполнил Кит Моррис из Black Flag/Circle Jerks. После успешного релиза сингла, Trash Talk держали регулярный гастрольный график, в том числе и за пределами Соединённых Штатов. Во время гастролей, они приняли участие в живой пресс-конференции на британской радиостанции BBC Radio 1, где представили несколько песен со своего нового альбома, Eyes & Nines, который вышел в Европе на CD и в онлайн-доступе 17 мая 2010 года. Релиз альбома в США состоялся 8 июня на CD и 21 июня 2011 года на виниле. Trash Talk приняли участие в фестивале Download Festival в Великобритании в июне 2011, а также заявлены на участие в Soundwave Festival, который пройдёт осенью 2011 года.

## Дискография

### Студийные альбомы
| Год  | Информация |
| ---- | --- |
| 2007 | Walking Disease - Релиз: 2007 (CD, LP) - Лейблы: Rumble Records/Six Feet Under Records - Форматы: CD, 12" LP       |
| 2008 | Trash Talk - Релиз: 2008 - Лейбл: Trash Talk Collective - Форматы: CD, 12" LP                                      |
| 2010 | Eyes & Nines - Релиз: 8 июня 2010 (CD), 17 июня 2010 (LP) - Лейбл: Trash Talk Collective - Форматы: CD, 7", 12" LP |

### Мини-альбомы
| Год  | Информация                                                                                   |
| ---- | -------------------------------------------------------------------------------------------- |
| 2005 | Trash Talk 7 - Релиз: 2005 (CD, LP) - Лейблы: Sell Our Souls - Форматы: CD, 7" LP            |
| 2006 | Сплит с группой Steel Trap - Релиз: 2006 - Лейбл: Spiderhost Pressgang - Форматы: CD         |
| 2008 | Plagues - Релиз: 2008 - Лейбл: Malfunction Records - Формат: CD, 7" LP                       |
| 2009 | East of Eden/Son Of A Bitch - Релиз: 2008 - Лейбл: Trash Talk Collective - Формат: CD, 7" LP |
| 2011 | Сплит с группой Wavves - Релиз: 2011 - Лейбл: Trash Talk Collective - Формат:CD, 7" LP       |

### Демо
| Год  | Информация                                                       |
| ---- | ---------------------------------------------------------------- |
| 2005 | 2005 demo - Релиз: лето 2005 - Лейбл: Sell Our Soul - Формат: CD |

### Live-альбомы
| Год  | Информация                                                                          |
| ---- | ----------------------------------------------------------------------------------- |
| 2008 | Live At United Blood - Релиз: 2008 - Лейбл: Six Feet Under Records - Формат: CD, LP |

### Сборники
- Plagues… Walking Disease (Deathwish Inc./Malfunction, 2008)
- Shame (Hassle Records, UK, 2009)